# Мугамное трио
Мугамное трио
Мугамное трио (азерб. Muğam üçlüyü) — традиционный азербайджанский мугамный ансамбль, который состоит из трёх элементов: гавал, тар, кеманча.
Вокально-инструментальная композиция в исполнении мугамного трио называется полным мугамным дасгяхом. Дасгях означает мугам целиком, т. е. его дарамад, все ветви и углы, а также классификация и цвет или диранги каждой ветви выполняются последовательно. Разделы, входящие в состав мугамного сочинения, состоят из импровизированных вокальных мелодий речитативного типа, определяющих музыкально-поэтическое содержание произведения. Они перемежаются эпизодами песен и танцев в точном ритме. Эпизоды песни называются категориями, а эпизоды танца — цветами.

## Структура
Как следует из названия, мугамное трио состоит из трех человек. Этот коллектив - единственное трио музыкантов, доносящих до слушателей мугамы целиком, в виде картины, со всеми их тонкостями.

Nizami Gəncəvinin "Xosrov və Şirin" poemasına çəkilmiş XVI əsrə aid miniatürdə təsvir olunmuş muğam üçlüyü

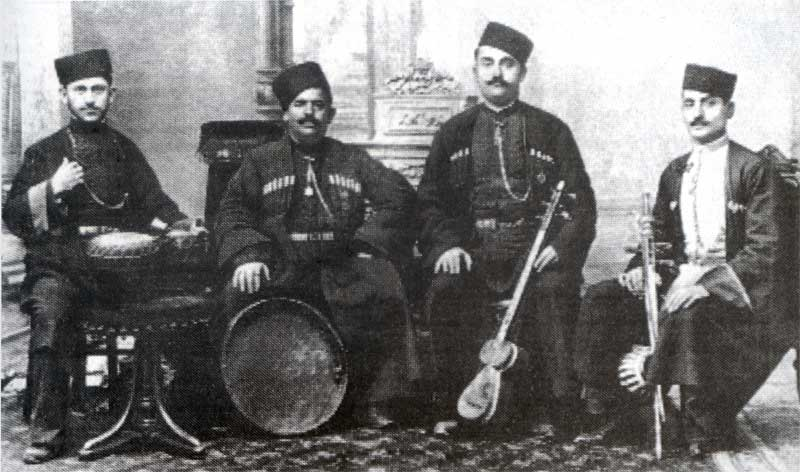
Мугамная группа, включающая Гошанагара - ансамбль Бюльбюльджан, конец XIX в.

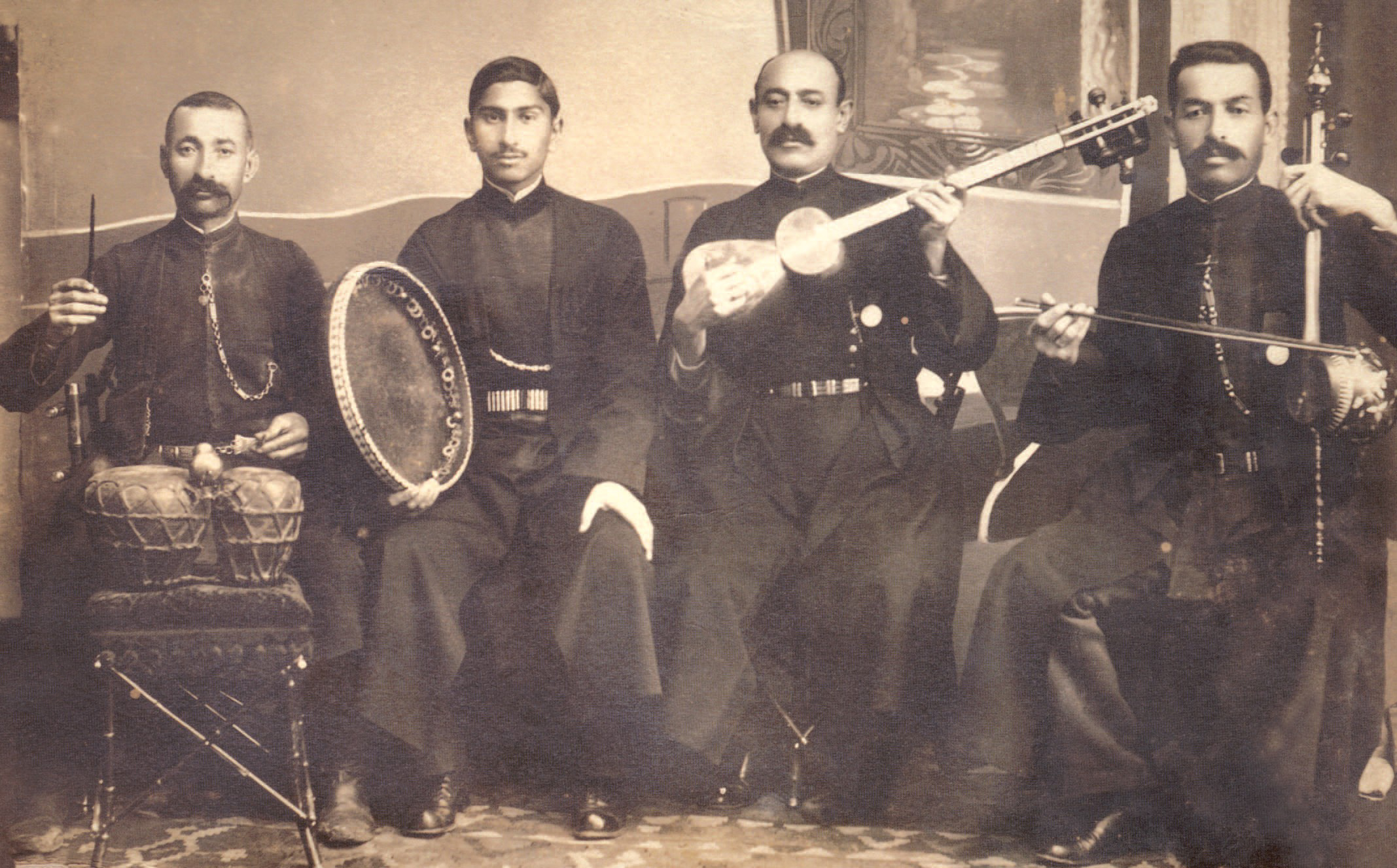
Ансамбль мугама Гошанагара - ансамбль Сейида Шушинского, 1916.

В первые дни тар, каманча и балабан использовались в оркестре сазанде, а когда они играли на кассине и цветах, использовались круг и кошанагара. После реконструкции тар-инструмента знаменитым тарзаном Мирзой Садыг Асад оглу громкая кошанагара больше не нужна, ее заменяет мягко звучащий бубен, который держит певец. Таким образом, эта группа состоит всего из 3 человек. В эту группу входят тарзан, каманчачи и певец , это трио действует со второй половины 19 века до наших дней . Их роль в развитии азербайджанской народной музыки и создании школы мугамного исполнительства не имеет себе равных.
Главный исполнитель трио - певец, играющий на бубне. Он сочиняет в соответствии со своим вкусом и личными возможностями. Точнее, именно певец решает, какие уголки в какие отделы включать, их размер, цвет или размещение классификаций. Когда певец поет мугам, он подносит кавали близко к лицу, следя за тем, чтобы его голос был направлен к слушателям и резонировал. Во время исполнения певец аккомпанирует себе с бубном.
Смычковая каманча, последний член трио, имеет несколько ограниченную функцию. В то же время кяманчачи, аккомпанирующий певцу и певцу, в конечном счете служит для формирования сложного мугамного стиля выражения. Кроме того, тар подражает певцу, а кяманча подражает тару, создает сложный стиль выражения, называемый на музыковедческом языке двойным подражанием. Но кяманча не только концертмейстер. В наиболее лиричных, зажигательных эпизодах мугама, после декламационных эпизодов певца, соло кяманчи звучат так же выразительно и впечатляюще, как человеческий голос.

## Используемые музыкальные инструменты
Мугамное трио является группой исполнения азербайджанской народной музыки мугама и состоит из трёх музыкантов и соответственно трех музыкальных инструментов: ханенде (одновременно и гавалист) исполнитель тара и исполнитель кеманчи.

### Ханенде
Ханенде (азерб. xanəndə) — исполнители мугамов, которые в составе мугамного трио одновременно являются и исполнителями гавала. Является главным из трёх исполнителей. Гавал (азерб. qaval) — это разновидность ударного музыкального инструмента, который схож с бубном и тамбурином (или даф, азерб. dəf). Это круглый деревянный обруч, на который натянута кожа осетра (иногда пластической мембраной), с металлическими подвесками, которые издают звенящий звук. Является обязательным элементом при исполнении народного музыкального жанра мугама.

### Тарист
Тарист (азерб. tarzən) — исполнитель музыкального инструмента тара. Тар (азерб. tar) — 11-струнный щипковый инструмент, который является одним из трёх базовых инструментов при исполнении азербайджанской народной музыки мугама. Азербайджанское искусство игры на таре в 2012 году включено в список шедевров устного и нематериального культурного наследия ЮНЕСКО.

### Кеманчист
Кеманчист (азерб. kamança ifaçısı) — исполнитель музыкального инструмента кеманчи. Кеманча — струнный смычковый музыкальный инструмент, являющийся третьим базовым элементом мугамного трио. Азербайджанское и иранское искусство игры на кеманче и мастерство его изготовления в 2017 году было включено в список шедевров устного и нематериального культурного наследия ЮНЕСКО.

## Знаменитые азербайджанские мугамные трио

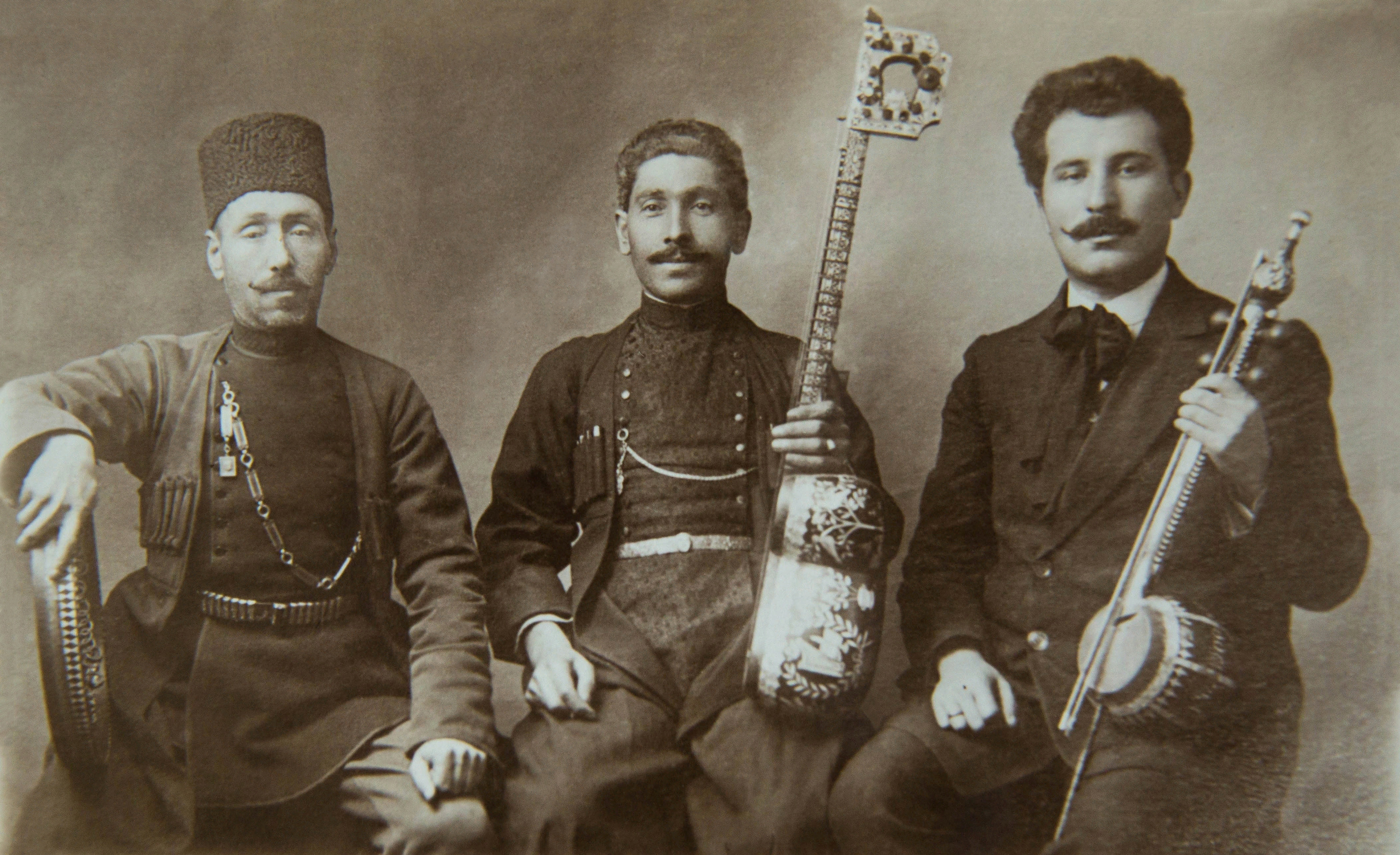
Ансамбль Кечачеоглу Магомета в Варшаве (1912).

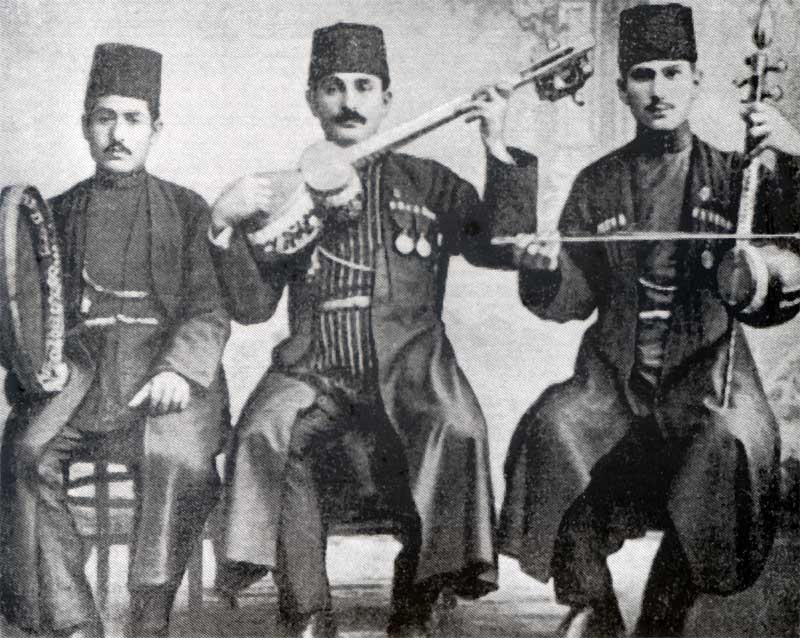
Мугамное трио - ансамбль Сегях Ислам, Баку, 1912. Слева направо: Ислам Абдуллаев, Ширин Сальянский, Левон Гараханов.

Мирза Садыг, известный певец XIX века, сначала аккомпанирует великому певцу Востока Хаджи Хусу вместе с исполнителем на кяманче Ата Багдагул оглы, а затем присоединяется к трио Мешади Иси, певца шуши. В 1880 году он был приглашен на свадьбу Музаффардина Каджара Мирзы, сына Насиреддина Шаха Каджара, в Тебризе в составе трио. Многие артисты играют и поют на свадьбе. Однако Хаджи Хусу был признан лучшим певцом, а Садыгджан – самым красивым артистом и был награжден почетным орденом «Шири-Хуршид».
Ансамбль Кечачиоглу Мухаммеда в начале XX века был одним из известных мугамных трио. Этот ансамбль даже выступал в Варшаве, столице Польши, в 1912 году. В то время его ансамбль состоял из Гурбана Пиримова и каманчиста Саши Оганезашвили.

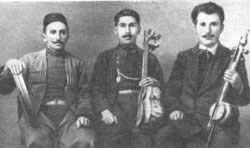
Трио, созданное Тарзаном Гурбаном Пиримовым с мастером-певцом Джаббаром Гаръягдыоглу и исполнителем на кяманче Сашей Оганезашвили

Следует также отметить деятельность трио, созданного Тарзаном Гурбаном Примовым совместно с мастером-певцом Джаббаром Гарьягдыоглу и исполнителем на кяманче Сашей Оганезашвили. Потому что это трио мугамов, действовавшее 20 лет, начиная с 1905 года, было особым этапом в их творчестве. Это трио начинают узнавать не только в Азербайджане и на Кавказе, но и во всей Средней Азии. Они прославились в этот период деятельности, гастролировали по разным странам, а их выступления записывались на грампластинки. В этом смысле можно упомянуть записи, сделанные фирмами «Потте», «Спорт-Рекорд», «Граммафон» в Риге, Варшаве и Киеве в 1906-1916 годах. Следует также отметить, что в этих редких записях Гурбан Примов аккомпанировал таким певцам, как Джаббар Гаръягдыоглу, Мухаммад Кечаджиоглу, Машади Мамед Фарзалиев, Ислам Абдуллаев, Алескер Абдуллаев, Сеид Шушинский.
В 1970-е годы мугамное трио появилось в новом формате. Так, известный композитор, пианист, основоположник стиля джаз-мугам Вагиф Мустафазаде в 1977 году создал джазовое трио «Мугам». А затем, возглавив это трио, стал лауреатом фестивалей, проходивших в Таллинне и Тбилиси.
В 1987 году при Азербайджанской государственной филармонии им. М. Магомаева было создано первое мугамное трио, которое называлось «Мугамное трио имени Джаббара Гарьягдыоглу». В его состав вошли народные артисты Мохлат Муслимов (тарзан), Фахреддин Дадашов (играющий на кяманче) и Захид Гулиев (певец). В последующие годы это мугамное трио работало со многими певцами и гастролировало по многим странам мира. За рубежом выпущен ряд компакт-дисков в исполнении трио в сопровождении разных певцов.
В 1992 году певец Агахан Абдуллаев, тарзан Замик Алиев и исполнитель на кяманче Адалят Вазиров создали «Мугамное трио Зульфу Адыгозалова». Это трио выступало в Иране и Ираке на мероприятиях ЮНЕСКО в связи с 500-летием Мухаммада Физули. С 1997 года к этому трио вместо Агахана Абдуллаева[13] присоединилась никому не известная студентка Симара Иманова, и они выступали под названием «мугамное трио восточного соловья». В 1997 году трио приняло участие в фестивале «Восточные гимны», проходившем в Самарканде, Узбекистан, и было удостоено «Гран-при» — высшей награды среди музыкантов из 46 стран. Своей успешной победой трио вновь представляет миру азербайджанскую музыку. По случаю успешного выступления трио и блестящей победы победителей принял тогдашний глава страны - президент Азербайджана Гейдар Алиев и всем троим было присвоено почетное звание "Заслуженный артист". После этого эта тройка мугамов стала украшать государственные мероприятия. Мугамное трио занимает достойное место на государственных мероприятиях и регулярно поддерживается руководством страны.
В 2005 году действующее в Агдамском районе мугамное трио «Хан Шушинский» под руководством заслуженного артиста, лауреата Всесоюзных премий тарзана Рафика Рустамова выехало с гастролями во Францию и в течение 5 дней выступало в городах Лилль и Лион. После концерта музыканты дали мастер-классы студентам Лилльской консерватории. Франция вообще является одной из стран, где чаще всего выступают молодые мугамные трио Азербайджана. Например, 13-14 мая 2010 года по приглашению Посольства Франции в Азербайджане, при поддержке Министерства Культуры и Туризма Азербайджанской Республики, мугамное трио - лауреат Международного Фестиваля Мугама, юная певица Вафа Оруджева, тарзан Руфат Гасанов и кяманчист Эльнур Микаилов - 1000-летний житель французского города Эгле, приняли участие в ежегодных юбилейных мероприятиях.
Мугамное трио под руководством всемирно известного певца Алима Гасымова, считающегося одним из самых выдающихся исполнителей мугамного искусства, также неоднократно пропагандировало искусство мугама во Франции и других зарубежных странах. Следует отметить, что с 1989 года он начал выступать с братьями Мансуровыми - Тарзаном Джамалом и каманча Эльшаном.
Мугамное трио «Айпара», действующее с декабря 2009 года, стало молодым представителем азербайджанского мугама, участвуя в национальных и международных конкурсах, фестивалях и мероприятиях. Певица Айтен Магеррамова, молодые продолжатели знаменитого мугамного трио «Карабах», является ученицей народного артиста Мансума Ибрагимова, Адалат Бейбутов – ученицей заслуженного артиста Эльчина Гашимова (тар), а Парвиз Фархадов – ученицей заслуженного артиста Эльнура. Ахмедов (каманча). Они успешно выступили на II Республиканском конкурсе мугама, проходившем в 2011 году, и заняли первое место.
В связи с возросшим интересом женщин к этой области был создан ряд мугамных трио, состоящих только из женщин. Сакина Исмайлова впервые создала женское мугамное трио в 1989 году и выступала с этим небольшим коллективом в ряде зарубежных стран. Первый визит трио был во Францию в 1992 году, где они добились большого успеха. Позже эти трое дали аншлаговые концерты в Англии, Италии, Иране, Турции, Нидерландах, Индии и других странах и были отмечены рядом дипломов и наград. Эти концерты широко освещались в средствах массовой информации этих стран.

## Место в культуре
Особую роль в национальных свадебных обычаях Азербайджана играет мугамное трио. Например, на свадьбе мальчика, которая является самым ответственным этапом и кульминацией лянкяранского свадебного обряда, особое место занимают традиционные мугамы. Часто музыкантов, которых должны были пригласить на свадьбу, сначала приглашали в деревенскую чайхану, и они играли на хорошем инструменте. После этого, если все деревенские старейшины и интеллигенция выразили свое согласие, этим музыкантам доверили вести свадьбу. Мугамное трио сыграло большую «концертную программу», которая развеселила свадьбу жениха, особенно второй день. Вторая ночь свадьбы считалась ответственной ночью для исполнителей мугама. Потому что в эту ночь собирались сельские старейшины, уважаемые люди, интеллигенция, чтобы послушать мугамы. Тариел Алиев, исполнитель на кяманче, которого с 1950-х годов часто приглашали на свадьбы в составе мугамного трио в Лянкяране и его селах, а также инициатор и активный участник вновь открытого театра мугама в Лянкяране, говорил о эти свадьбы:
Для нашего мугамного трио выделили отдельную комнату. Там мы отдыхали и тренировались в зависимости от нашего желания. За час до того, как мы вошли в собрание, вместо черной трубы заиграл плоский балабан. Это позволило бы мугамному трио звучать тонко.
Эта группа, которая раньше принимала участие в свадьбах и других торжествах, в наше время выступает в театрах и концертных залах. На самом деле история этого изменения начинается в конце XIX века. В тот период, когда искусство пения вышло за рамки вечеринок, свадеб и торжеств и проникло в театры и концертные залы, стали появляться музыкальные сцены. Такую идею впервые реализовал в Шуше выдающийся писатель Абдуррахим-бек Хагвердиев, который в то время был еще студентом Санкт-Петербургского университета. В 1897 году по его организации была показана музыкальная сценка «На могиле Меджнуна Лейли». Это было театрализованное музыкальное исполнение последней части поэмы «Лейли и Меджнун» великого азербайджанского поэта Мухаммада Физули. Здесь впервые объединились театр, поэзия и мугам. Участники представления - певцы исполнили отдельные фрагменты из текста поэмы на мугам. Роли исполняли певцы Джаббар Гарягдыоглу и Ахмет Агдамский, получившие в то время большую известность в Шуше. Их выступление сопровождалось традиционным мугамным трио под руководством Мирзы Садыка Асада.

### В традициях
Согласно древним традициям и обычаям присутствие мугамного трио на азербайджанских свадьбах, в особенности южного региона, являлось обязательным. Как правило, до празднование, заранее слушали пение исполнителей, а затем получив «добро» от старших в семье приглашали их на свадьбу. В конце XIX — начале XX веков свадебные мугамные трио «переросли» в онцертные, и на сценах театров устраивали музыкальные вечера с участием разных мугамных групп.

### В искусстве
Мугамное трио также являлось частой темой азербайджанских художников и скульпторов. Примером можно привести работу художника Тогрула Нариманбекова «Мугам», а также скульптуру Закир Ахмедова. Кроме того, также выпускалась коллекция одежды с изображениями гавала, тара и кеманчи.

### В кино
Во многих азербайджанских фильмах XX века имеют место мугамные исполнители. Например в фильме 1956 года «Не та, так эта» знаменитое мугамное трио, состоящее из ханенде Хан Шушинского, тариста Бахрам Мансурова и кеманчиста Талят Бакиханова приняло участие в свадебной сцене фильма. 

Картина «Мугам» Тогрла Нариманбекова
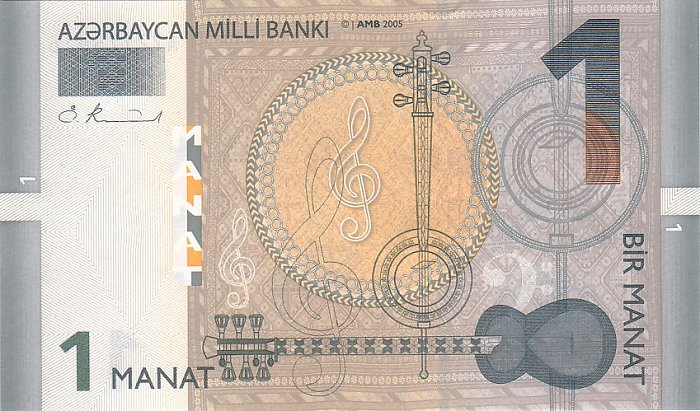
Купюра с изображением мугамного трио
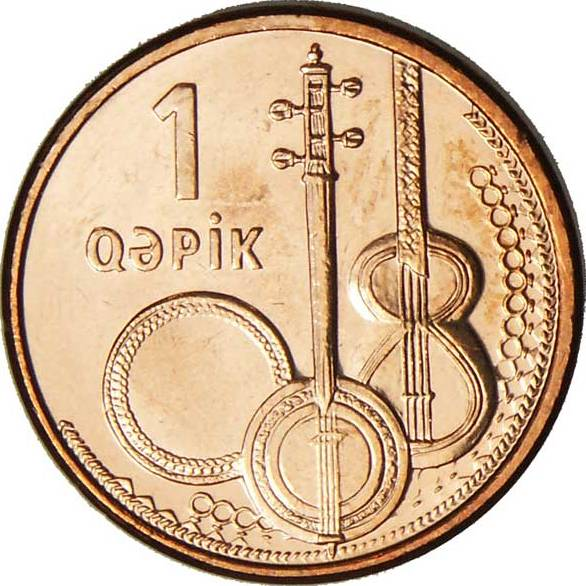
Копейка с изображением мугамного трио

## В экономике
Музыкальные инструменты мугамного трио — гавал, тар и кеманча изображены на 1-манатных купюрах азербайджанского маната, выпущенного в 2005 и в 2009 годах Центральным Банком Азербайджана. Также их изображение имеется на 1 копейке, выпущенного в 2006 году.